# Wzgórza Łagiewnickie
Wzgórza Łagiewnickie – wzgórza w południowo-zachodniej Polsce, część Wzgórz Niemczańsko-Strzelińskich na Przedgórzu Sudeckim. 
Wzgórza Łagiewnickie znajdują się w województwie dolnośląskim. Obszar Wzgórz objęty jest obszarem chronionego krajobrazu.

## Położenie
Pasmo wzgórz położone jest w zachodnio-północnej części Wzgórz Niemczańsko-Strzelińskich, pomiędzy Oleszną po północnej i zachodniej stronie, a Krzywulą na południu i rzeką Ślęzą po wschodniej stronie, po popółnocno-zachodniej stronie od miejscowości Łagiewniki. Od wschodniej strony wzgórza graniczą z Równiną Wrocławską, od północnego zachodu ze Wzgórzami Oleszeńskimi, od południowego zachodu ze Wzgórzami Krzyżowymi, a od południa, ze Wzgórzami Gumińskimi.

## Opis
Wzgórza stanowią północno-zachodnią częścią mezoregionu Wzgórz Niemczańsko-Strzelińskich. Jest to pasmo niewysokich wzgórz, ciągnące się w kierunku północno-wschodnim, od okolic Łagiewnik do Jordanowa Śląskiego. Od Masywu Ślęży dzieli je dolina Oleszny, dopływu Ślęzy. Najwyższym wzniesieniem jest Jańska Góra (253 m n.p.m.). Wzgórza te są na ogół użytkowane rolniczo, lasy występują sporadycznie.